# Karl Bruckner
Karl Bruckner (* 9. Jänner 1906 in Wien; † 25. Oktober 1982 ebenda) war ein österreichischer Schriftsteller.

## Leben

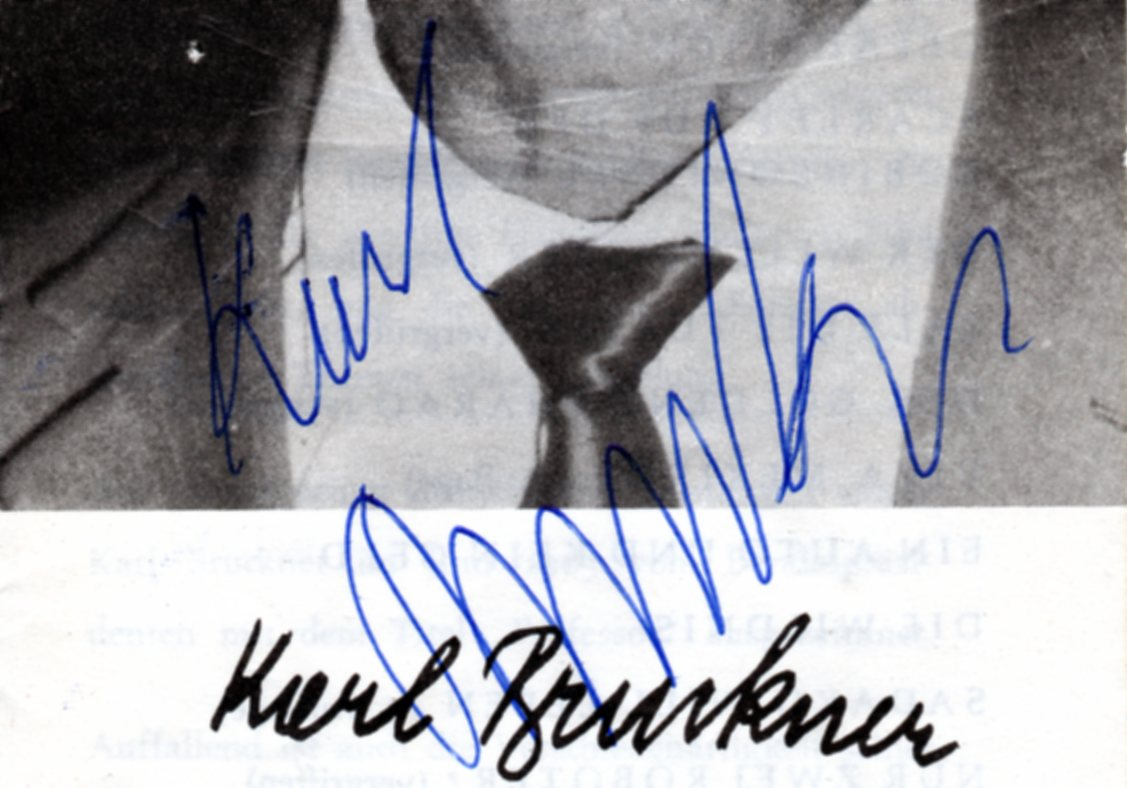
Autogramm von Karl Bruckner aus dem Jahr 1971

Karl Bruckner ist als Sohn eines Buchdruckers im proletarischen Wiener Vorstadtbezirk Ottakring aufgewachsen. Seine Vorfahren waren Fiakerkutscher. Bruckner absolvierte fünf Mittelschulklassen und erlernte den Beruf des Automechanikers. In der Zwischenkriegszeit wanderte er nach Brasilien aus, kehrte aber Ende 1937 nach Wien zurück. Erst ab 1946 begann er zu schreiben und wurde zu einem der international erfolgreichsten Jugendbuchautoren Österreichs.
Als Kind war Bruckner nach eigener Aussage begeisterter Teilnehmer großer Fußballschlachten  mit dem „Fetzenlaberl“ auf dem benachbarten ehemaligen Exerziergelände auf der Schmelz. Der Autor legte seine lebendig erzählten Kinder- und Jugendbücher als Erziehung zum verantwortungs- und gemeinschaftsbewussten Menschentum an. Einer seiner größten Erfolge war, mit einer Gesamtauflage von über 130.000 Exemplaren, das Buch Die Spatzenelf. Es schildert den Weg von elf fußballbegeisterten Buben aus ärmlichen Verhältnissen zur Gemeinschaft und zum Überraschungssieg über die Jugendmannschaft eines großen Fußballvereins. Das Buch ist 1949 im kommunistischen Globus-Verlag erstmals erschienen und erlebte bis in die 1970er Jahre unzählige Neuauflagen. Es gilt heute als eines der klassischen österreichischen Jugendbücher.
Karl Bruckners international größter schriftstellerischer Erfolg war Sadako will leben, die berührende Darstellung des Schicksals von Sadako Sasaki, dem japanischen Mädchen, das als Kleinkind den Atombombenabwurf auf Hiroshima überlebte, ihm aber letztlich nach Ausbruch einer strahlenbedingten Leukämie-Erkrankung doch zum Opfer fiel.

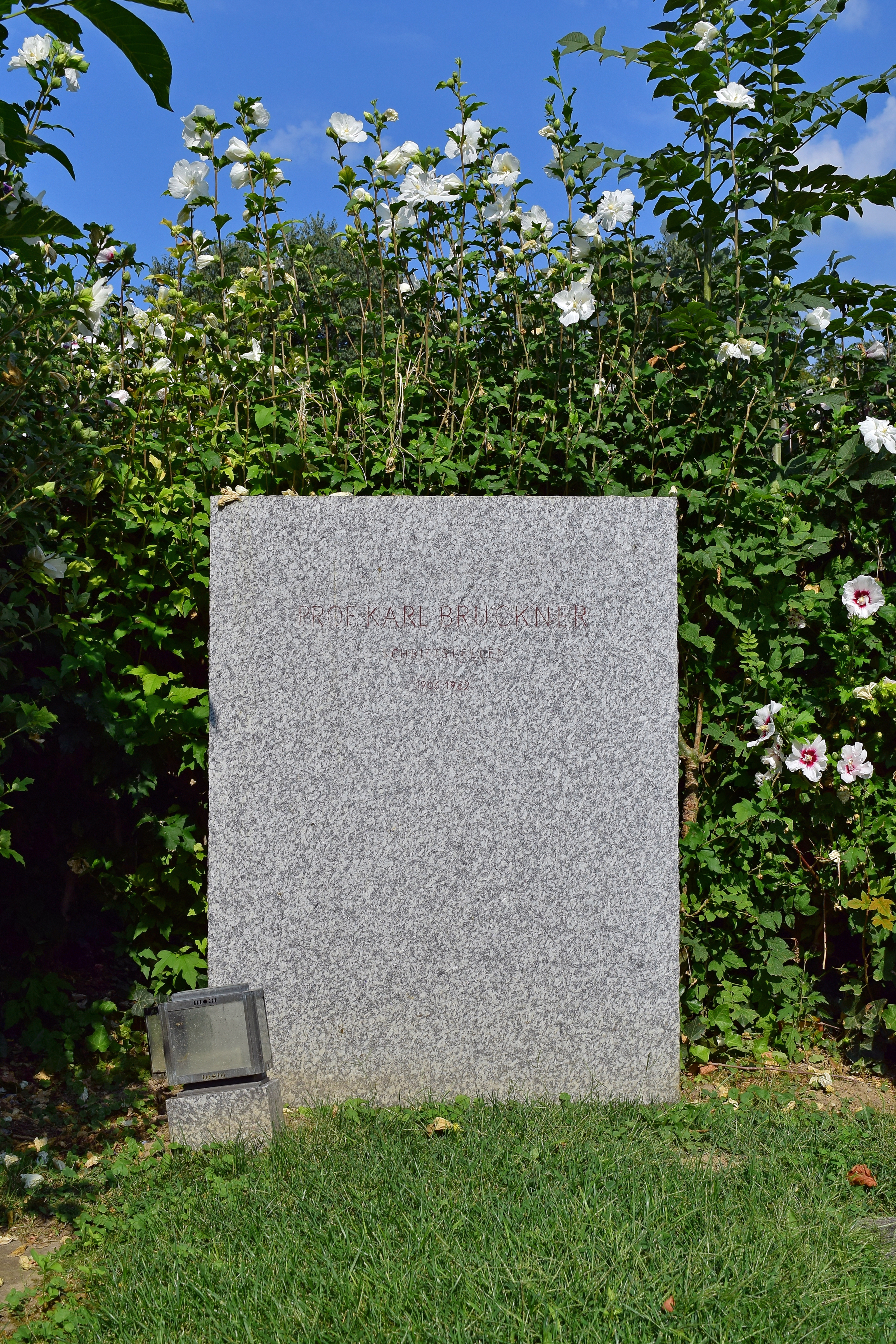
Bruckners ehrenhalber gewidmetes Grab auf dem Wiener Zentralfriedhof

1963 wurde Bruckner der Berufstitel Professor verliehen. Er erhielt zahlreiche Preise und wurde in einem ehrenhalber gewidmeten Grab auf dem Wiener Zentralfriedhof (Gruppe 40, Nummer 151) bestattet.

## Auszeichnungen und Ehrungen
- 1954: Kinderbuchpreis der Stadt Wien für Giovanna und der Sumpf
- 1956: Österreichischer Staatspreis für Kinder- und Jugendliteratur für Die Strolche von Neapel
- 1957: Jugendbuchpreis der Stadt Wien für Der goldene Pharao
- 1961: Österreichischer Staatspreis für Kinder- und Jugendliteratur für Sadako will leben (1.Auflage)
- 1963: Auszeichnung mit dem Berufstitel Professor durch Bundespräsident Adolf Schärf

## Werke
- Das wunderbare Leben. Ein Zukunftsroman aus dem Jahre 2443, Verlag A. Sexl, Wien 1948, DNB 572537816.
- Der Diamant des Tobias Amberger, Österreichischer Bundesverlag, Wien 1949, DNB 572537751.
- Die Spatzenelf, Verlag Neues Leben, Berlin 1949, DNB 572537859.
- Pablo, der Indio, Globus-Verlag, Wien 1949, DNB 572537832.
- Die große Elf, Waldheim-Eberle, Wien 1951, DNB 57253776X.
- Mein Bruder Ahual, Waldheim-Eberle, Wien 1952, DNB 572537743 (späterer Titel: Heiße Erde, Domino Verlag, München 1965, DNB 572537786)
- Die Wildspur, Schönbrunn Verlag, Wien 1952, DNB 572537905.
- Der Häuptling und seine Freunde, Waldheim-Eberle, Wien 1952, DNB 572537808.
- Olympiade der Lausbuben, Kremayr & Scheriau, Wien 1953, DNB 450644448.
- Giovanna und der Sumpf, Verlag Jungbrunnen, Wien 1953, DNB 572537794.
- Scarley wird gefährlich, Kremayr & Scheriau, Wien 1954, DNB 450644529.
- Scarley auf der Robinsoninsel, Buchgemeinschaft Jung-Donauland, Wien 1955, DNB 456205918.
- Die Strolche von Neapel, Benziger, Einsiedeln; Zürich; Köln 1955, DNB 450644553.
- Der Weltmeister, Verlag Jugend & Volk, Wien 1956, DNB 450644626.
- Der goldene Pharao, Verlag Jugend & Volk, Wien 1957, DNB 450644472.
- Lale, die Türkin, Verlag Jugend & Volk, Wien 1958, DNB 450644405.
- Viva Mexiko, Verlag Jugend & Volk, Wien 1959, DNB 450644596.
- Ein Auto und kein Geld, Benziger, Einsiedeln; Zürich; Köln 1960, DNB 450644359.
- Giovanna, Benziger, Einsiedeln; Zürich; Köln 1960, DNB 450644375.
- Sadako will leben, Verlag Jugend & Volk, Wien 1961, DNB 450644502.  (Buch über Sadako Sasaki)
  - Sadako will leben (Neuauflage), 2004
  - Sadako will leben (Hörbuch), 2011
- Nur zwei Roboter?, Verlag Jugend & Volk, Wien 1963, DNB 450644421.
- In diesen Jahren. Wien 1945-1965, Verlag Jugend & Volk, Wien 1965, DNB 450644391.
- Der Zauberring, Hirundo Verlag, München 1966, DNB 456205942.
- Mann ohne Waffen, Verlag Jugend & Volk, Wien 1967, DNB 456205861. (späterer Titel: Passagier in Ketten, Engelbert, Balve i. Westf. 1977, ISBN 3-536-00433-4)
- Yossi und Assad, Verlag Jugend & Volk, Wien 1971, ISBN 3-7141-1436-X.
- Der Sieger, Verlag Jugend & Volk, Wien 1973, ISBN 3-7141-1393-2.
- Tuan im Feuer, Verlag Jugend & Volk, Wien 1977, ISBN 3-7141-1323-1.